# Jeroen Baars
Jeroen Baars (21 augustus 1992) is een Nederlands zwemmer.
Baars is zijn zwemcarrière begonnen in Rotterdam-Zuid bij de Spartaan. Na een periode bij Poseidon '56 ging hij naar MNC Dordrecht. Na plaatsing voor de Open Nederlandse kampioenschappen bereikte hij in 2011 een nationale 6e plaats op de 50 meter vlinderslag.
In maart 2012 tijdens de Amsterdam Swim Cup 2012 naar een 3e plaats achter Stefan Nystrand en Jasper van Mierlo op de 50 meter vrije slag. In april wist hij op de Swim Cup Eindhoven 2012 de halve finales te bereiken op dit nummer. In juni 2012 zwom hij eerst op de Open Nederlandse Kampioenschappen naar twee vierde plaatsen op respectievelijk de 50 meter vrije slag en de 50 meter vlinderslag. Met MNC Dordrecht behaalde hij een tweede en een derde plaats in de estafettes.
Op 23 en 24 juni werd Baars tweemaal Nederlands Kampioen op de NK Sprint zwemmen 2012. Eerst op de 50 meter vlinderslag en vervolgens op de 50 meter vrije slag. In 2013 werd Baars wederom Nederlands Kampioen op de 50 meter vlinderslag bij de NK Sprint in Heerenveen. Op de Open Nederlandse Kampioenschappen eindigde Baars in 2013 als 2e op de 50 meter vrije slag.

## Persoonlijke records
| Onderdeel       | Kortebaan | Langebaan |
| --------------- | --------- | --------- |
| 50m vrije slag  | 22,41     | 22,95     |
| 50m vlinderslag | 24,29     | 24,48     |